# Улица Репина (Екатеринбург)
Улица Ре́пина (до 1930-х годов — старый Московский тракт) — магистральная улица в жилом районе «ВИЗ» Верх-Исетского административного района Екатеринбурга.

## История и происхождение названия
Точно на месте трассировки современной улицы Репина до 1930-х годов проходил старый Московский тракт. Первыми объектами, появившимися на тракте в дореволюционный период, были городской острог (на месте современного СИЗО, появился в конце XVIII века), Ивановское православное кладбище (открыто в 1843 году) и мусульманское кладбище (открыто в 1880 году). Своё современное название улица получила в честь русского художника Ильи Ефимовича Репина (1844—1930).
Жилая застройка на улице начала появляться в 1927 году, она была представлена брусковыми, а с 1940-х годов и шлакоблочными домами малой этажности. В 1930-е-1950-е застроен частный сектор западнее ул. Токарей. В 1988-99 годы улица застраивалась многоэтажными жилыми домами типовых серий 137 и 141 на участке между улицами Начдива Васильева и Тульским переулком (ныне часть Волгоградской улицы). Нечётную сторону улицы на двух участках (от Металлургов до Начдива Васильева и от улицы Коперника до Шайтанского переулка) по-прежнему занимает «частный сектор».
В 1990-е годы за Тульским переулком появился рынок, был установлен списанный вертолёт. В 2011, несмотря на многочисленные пикеты жителей, сосновый лес в этом месте был вырублен, а вместо него к 2012 построен ТРЦ «Радуга парк».

## Расположение и благоустройство
Улица начинается от начала проспекта Ленина и идёт на юго-запад, после «Центрального стадиона» улица поворачивает немного к западу, после улицы Токарей делает большую дугу к северу, продолжает идти на запад-юго-запад вплоть до соединения с Суходольской улицей. Пересекается с улицами Токарей и Металлургов, а также с Заводской улицей (с последней прямого соединения не имеет). С нечётной стороны к улице примыкают Пирогова, Крылова, Мельникова, Школьников, Котельникова, Коперника, Котовского, Линейная, Отрадная, Шайтанский переулок. С чётной стороны на улицу выходят Попова, Малышева, Посадская, Серафимы Дерябиной, Начдива Васильева, Ленинградская, Киевский переулок, Волгоградская и Зоологическая улица.
Протяжённость улицы составляет около 4,2 км. Ширина проезжей части — в среднем от 12 до 15 м (по две полосы в каждую сторону движения). На протяжении улицы Репина имеется несколько светофоров. С обеих сторон улица оборудована тротуарами и уличным освещением. Нумерация домов начинается от проспекта Ленина.
К 2009 сдана крупная развязка на пересечении с ул. Токарей и С.Дерябиной. Первая секция развязки была открыта в конце сентября 2009 года. Вторая секция была открыта 23 октября 2009 года. 1 июля 2010 года открылся незавершенный ранее съезд № 2 с ул. Репина на ул. Токарей. Для улучшения пешеходной инфраструктуры в районе развязки было построено три пешеходных перехода.
Весной 2015 презентовали проект масштабной реконструкции участка улицы рамках подготовки к чемпионату мира по футболу 2018. 14 октября 2016 года был открыт новый участок улицы Репина, проезжая часть которого прошла за комплексом Вечного Огня. 20 октября 2016 года было открыто движение на перексрестке Репина-Попова, в полном объёме запустив движение по построенному на перекрестке разворотному кольцу. Работы по реконструкции существующей проезжей части начались 2 июня 2017 года с полным перекрытием движения. Участок был открыт 13 июня 2017 года. К октябрю 2017 все работы были завершены.

## Примечательные здания и сооружения
- № 1 — Уральский НИИ охраны материнства и младенчества.
- № 2 — Свердловский областной медицинский колледж.
- № 3 — Уральская государственная медицинская академия.
- № 4 — СИЗО г. Екатеринбурга.
- № 5 — Центральный стадион.
- № 6а — Екатеринбургская епархия Русской православной церкви.
- Ивановское кладбище.
- Мусульманское кладбище.
- № 94 — торговый центр «Радуга парк».
- Широкореченское кладбище.

## Транспорт
Автомобильное движение на всей протяжённости улицы двустороннее.

### Наземный общественный транспорт
Улица является важной городской транспортной магистралью. По улице осуществляется автобусное и троллейбусное движение, ходят маршрутные такси.

### Ближайшие станции метро
Действующих станций метро поблизости нет. На улице рядом с местом соединения с проспектом Ленина планируется открыть станцию 2-й линии Екатеринбургского метрополитена  «Площадь Коммунаров», в средней части улицы ближайшими станциями метро должны стать станции  «Татищевская» и  «Металлургическая», однако из-за отсутствия финансирование строительство отложено на неопределенный срок.